# كفاءة حجمية

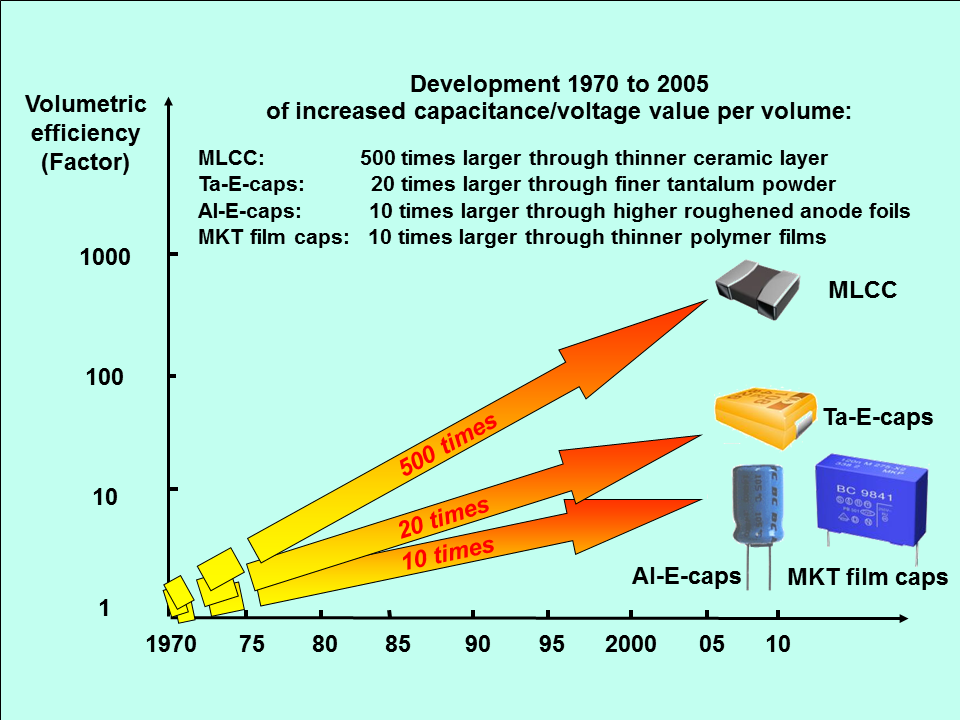

الكفاءة الحجمية مصطلح تقني يستخدم لمقارنة الأداء، في محركات الاحتراق الداخلي ويمكن تعريفها على أنها كمية الهواء الفعلية الداخلة إلى اسطوانة المحرك بالمقارنة مع الكمية التي يجب أن تدخل إلى الاسطوانة نظريا.
في محركات الاحتراق الداخلي تعتمد الكفاءة الحجمية على:
- فتحة الخانق
- سرعة المحرك
- شكل وأبعاد مجمع السحب
- مقاس فتحة الصمام
- توقيت فتح الصمامات
- فترة فتح الصمامات
- درجة حرارة المحرك
- كمية الوقود المضافة

## أسباب إنخفاض الكفاءة الحجمية

### عند السرعات المنخفضة
• تكون سرعة المكبس الخطية منخفضة ويكون التخلخل داخل الإسطوانات ومجمع السحب قليل مما يؤدي لانخفاض كمية الخليط الداخلة للمحرك وعليه تنخفض الكفاءة الحجمية.
•زمن الدورة يكون كبير في حالة السرعات البطيئة فتبقي الشحنة فترة أطول داخل مجمع السحب الذي يسخن من جدران الإسطوانات فيؤدي لانخفاض كثافة الخليط وبالتالي تقل الكفاءة الحجمية.

### عند السرعات العالية
•تزداد سرعة الهواء داخل مسار مجمع السحب فتزداد قوة الإعاقة وينتج فقد في الضغط يزداد مع ازدياد سرعة دوران المحرك وبالتالي تقل الكفاءة الحجمية.
•زمن الدورة يكون صغير وبالتالي تكون فترة فتح الصمامات صغيرة فيحدث تدافع لشحنات الخليط للمرور من الصمام مما يؤدي لتقليل كمية الشحنة الداخلة وبالتالي تقل الكفاءة الحجمية.
•درجة حرارة الغازات المتبقية داخل الإسطوانات تكون مرتفعه وعند اختلاطها مع الشحنة الداخلة تقل كثافة الشحنة الداخلة وبالتالي تقل الكفاءة الحجمية.
طرق تحسين الكفاءة الحجمية:
- استخدام الحقن الإلكتروني بدلا من الكربرتير.
- زيادة مساحة الصمامات باستخدام صمامات متعددة الفتحات.
- زيادة قطر مجمع السحب مما يقلل قطر الشحنة الداخلة وبالتالي يقلل الفقد في الضغط فتزدادالكفاءة الحجمية.
- استخدام شاحن توربيني مع مبرد.